# ГЕС Ашах

ГЕС Ашах (нім. Kraftwerk Aschach) — гідроелектростанція на річці Дунай в провінції Верхня Австрія. Розташована між іншими ГЕС Дунайського каскаду — ГЕС Йохенштайн (нім. Kraftwerk Jochenstein) (вище за течією) та ГЕС Оттенсхайм-Вильгеринг (нім. Ottensheim-Wilhering).
Будівництво електростанції розпочалось у 1959 році та завершилось в 1964-му. При цьому річку перекрили водопропускною греблею висотою 34 метри. Вона створює підпор протягом 41 км, через що в процесі будівництва довелось перенести кілька мостів на притоках Дунаю. Біля лівого берегу в греблі обладнано п'ять водопропускних шлюзів, біля правого — два типові для ГЕС дунайського каскаду судноплавні шлюзи з довжиною та шириною шлюзової камери 230 і 24 метри відповідно. В центральній частині греблі розміщено машинний зал.
Основне обладнання станції становлять 4 турбіни типу Каплан, виготовлені компаніями Voith та Andritz. Також встановлено 4 генератори компанії Elin потужністю по 85 мегавольт-ампер. В період з 2006 по 2010-й проведена модернізація всіх чотирьох гідроагрегатів.
В підсумку це забезпечує річне виробництво на рівні приблизно 1,7 млрд кВт-год.